# Hans Lindenberger
Hans Lindenberger (* 31. Dezember 1949 in Innsbruck) ist ein österreichischer Politiker (VT, zuvor SPÖ) und Landesrat der Landesregierung van Staa II.

## Ausbildung und Beruf
Hans Lindenberger besuchte die Volksschule und begann danach eine Schlosserlehre. 1964 wechselte er an die HTL Maschinenbau, die er 1969 mit der Matura abschloss. Von 1973 bis 1979 studierte Lindenberger Bauingenieurwesen an der Universität Innsbruck, 1979 schloss er sein Studium mit dem akademischen Grad Dipl.-Ing. ab.
Lindenberger erledigte Planungstätigkeiten bei einem Zivilingenieur in Innsbruck und trat 1980 in den Dienst der ÖBB ein. Er war von 1987 bis 1991 Projektleiter der Bahnumfahrung Innsbruck, dem längsten Eisenbahntunnel als nördlichem Zulauf zum Brennerbasistunnel. Von 1992 bis 1995 war Lindenberger als Direktor der Bundesbahndirektion Innsbruck tätig und stieg 1996 zum Geschäftsführer der Brenner Eisenbahn Gesellschaft (BEG) auf. Lindenberger wirkte dort bis 2003  und war zudem von 1999 bis 2005 Vorstandsdirektor der Brenner Basistunnel Gesellschaft (BBT).
Im Jahr 2006 wurde Hans Lindenberger als Landesrat in die Regierung bestellt. In dieser Funktion übernahm er die Ressorts Umweltschutz, Abfallwirtschaft, europäische Verkehrspolitik, Kraftfahrwesen und Straßenverwaltungsrecht und führte diese bis 2008, bevor er sich in die Privatwirtschaft zurückzog.
Im Jahr 2013 gründete er gemeinsam mit Christine Oppitz-Plörer und Anna Hosp die Partei Vorwärts Tirol. Er war Spitzenkandidat dieser Partei und Vorstandsvorsitzender.

## Politik
Lindenberger entstammt einem sozialdemokratischen Elternhaus und trat 1979 der SPÖ bei. Im Zuge der Regierungsumbildung in der Landesregierung van Staa II zur Jahreswende 2005/06 wurde Lindenberger in die Landesregierung berufen und übernahm die Ressorts von Parteiobmann Hannes Gschwentner, der das Sozialressort übernahm. Lindenberger wurde am 3. Jänner 2006 als Landesrat vom Landtag gewählt und führte bis nach der Landtagswahl in Tirol 2008 die Geschäftsfelder Umweltschutz, Abfallwirtschaft, europäische Verkehrspolitik, Kraftfahrwesen und Straßenverwaltungsrecht. 
Nach den schweren Verlusten bei der Landtagswahl 2008 teilte Lindenberger am 27. Juni 2008 mit, dass er in der kommenden Gesetzgebungsperiode nicht mehr für eine Regierungsfunktion zur Verfügung stehen würde und auch auf sein Landtagsmandat verzichtet. Als Grund nannte Lindenberger das Verteilungsprinzip der SPÖ, dass die Vertretung aller Bezirke in den Vordergrund stelle. In den Gesprächen während der Regierungsverhandlung habe sich gezeigt, „dass in der Partei die Bedienung der einzelnen Bezirke höherwertiger gestellt wird, als die Regierungsarbeit mit sehr schwierigen Problemen durch einen Experten zu besetzen.“ Das Ausscheiden Lindenbergers aus der Landesregierung hatte sich bereits abgezeichnet, nachdem das Verkehrsressort bei den Regierungsverhandlungen der ÖVP zugefallen war. Lindenberger kündigte nach seiner Entscheidung an, Angebote aus der Privatwirtschaft prüfen zu wollen.

## Privates
Lindenberger ist verheiratet und hat zwei Söhne.